# 키요시 우에마추
키요시 우에마추 트레비뇨(스페인어: Kiyoshi Uematsu Treviño, 1978년 7월 10일~)는 스페인의 유도 선수이다. 올림픽에 3회(2000, 2004, 2012) 참가했고 세계 선수권 대회에서 동메달 1개,  유럽 선수권 대회에서 금메달 1개, 은메달 2개를 획득했다.
형인 켄지 우에마추도 스페인 국가대표 유도 선수로 활동했다.